# Turbinokulturen
Turbinokulturen vid Kamafloden är sammansatt av tre delkulturer, Novoiljino-, Kharino-Bori- och Jurtikovokulturerna. Kulturen återfinns öster om Volosovokulturen och är döpt efter fyndorten.
Novoiljinokulturen återfinns vid Kama, Kharino-Borikulturen mellan Vjatka- och Kamafloderna och Jurtikovokulturen vid Vjatka. Typiskt för dem är introduktionen av metall; området återfinns i närheten av Uralbergen. Befolkningen talade ett permiskt språk.